# Mimosa pogonoclada
Mimosa pogonoclada är en ärtväxtart som beskrevs av George Bentham. Mimosa pogonoclada ingår i släktet mimosor, och familjen ärtväxter. Inga underarter finns listade i Catalogue of Life.